# Paracladella globosa
Paracladella globosa är en stekelart som beskrevs av Girault 1920. Paracladella globosa ingår i släktet Paracladella och familjen sköldlussteklar. Inga underarter finns listade i Catalogue of Life.